# Pacific Crest National Scenic Trail

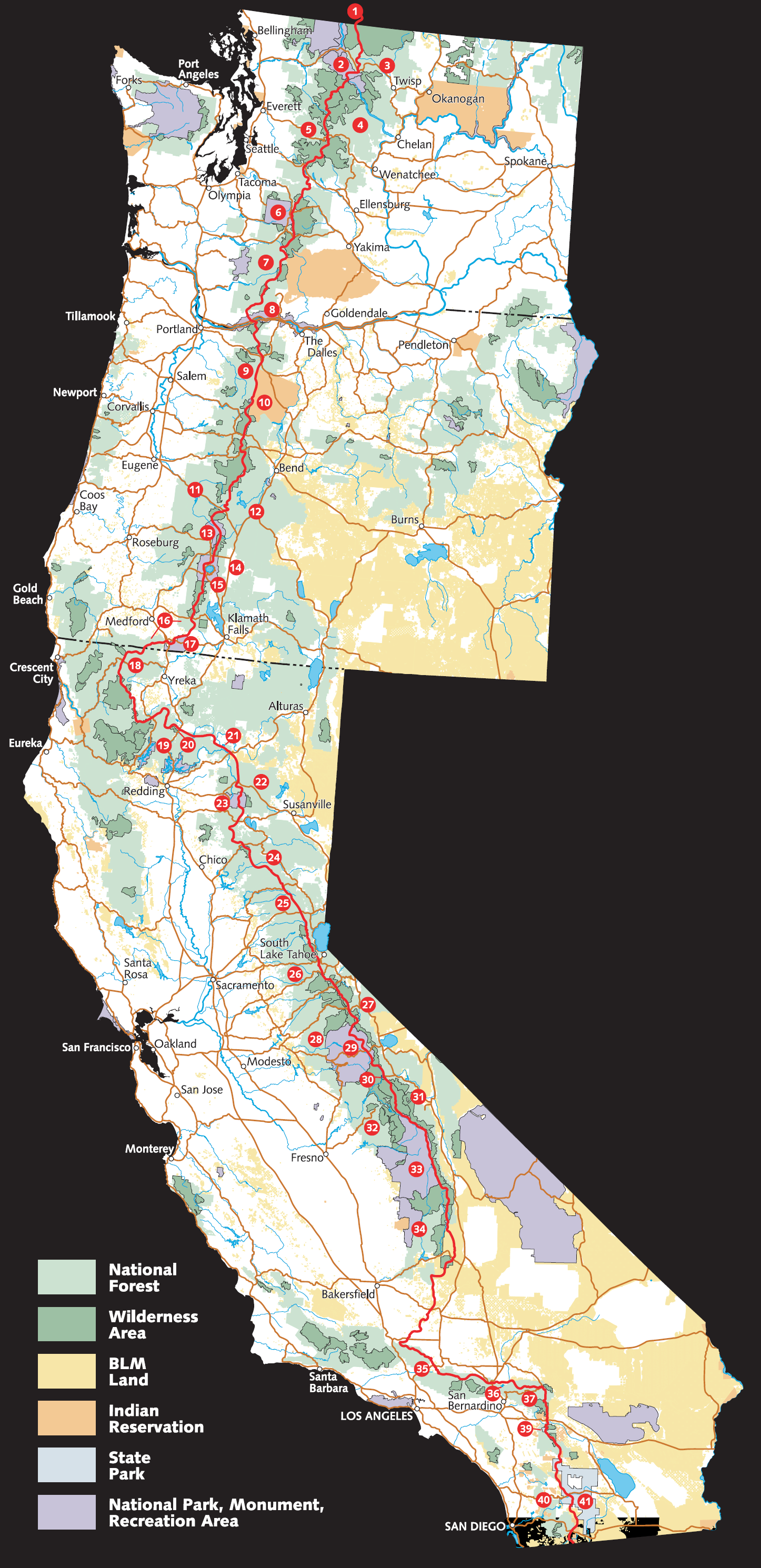
Przebieg Pacific Crest Trail

Pacific Crest National Scenic Trail, w skrócie Pacific Crest Trail – długodystansowy pieszy szlak turystyczny w Stanach Zjednoczonych. 

## Charakterystyka

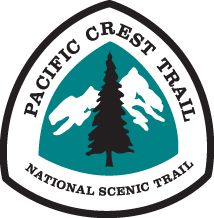
Logo szlaku

Mimo że szlak został ustanowiony decyzją Kongresu Stanów Zjednoczonych i włączony w Narodowy System Szlaków w 1968, jego budowa została ukończona dopiero w 1993. Pomysłodawcą wyznakowania szlaku był Clinton Churchill Clarke w 1932.
Szlak ma przybliżoną długość 2 650 mil (4 265 km) i wiedzie przez trzy amerykańskie stany, z południa na północ: Kalifornia, Oregon i Waszyngton. Jest ściśle powiązany z najwyższej położonymi częściami Gór Kaskadowych i Sierra Nevada, które leżą od 160 do 240 km na wschód od amerykańskiego wybrzeża Pacyfiku. Południowy koniec szlaku znajduje się na południe od Campo w Kalifornii, przy granicy USA z Meksykiem, a jego północny kraniec leży na granicy Kanady, na skraju Manning Park w Kolumbii Brytyjskiej.
Szlak rozciąga się od wysokości 34 m nad poziomem morza na granicy Oregonu i Waszyngtonu do wysokości 4009 m na przełęczy Forester w Sierra Nevada. Trasa wiedzie przez 25 lasów narodowych i 7 parków narodowych. Połowa jego długości znajduje się w okolicy Chester w Kalifornii (w pobliżu szczytu Lassen), gdzie spotykają się pasma Sierra Nevada i Góry Kaskadowe.
Trasa prowadzi głównie przez lasy państwowe i tereny prawnie chronione. Omija obszary zurbanizowane i zagospodarowane, przechodząc przez malowniczy i dziewiczy, górzysty teren z niewielką liczbą dróg. Przebiega przez Laguna Mountains, Góry Santa Rosa, Góry San Jacinto, Góry San Bernardino, Góry San Gabriel, Liebre Mountains, Góry Tehachapi, Sierra Nevada i Klamath Mountains w Kalifornii oraz Góry Kaskadowe w Kalifornii, Oregonie i Waszyngtonie. Równoległa trasa dla rowerów (Pacific Crest Bicycle Trail, skrótowo PCBT) to szlak o długości 4000 km (2500 mil) zaprojektowany mniej więcej równolegle do PCT (oba szlaki krzyżują się w 27 miejscach).
Pacific Crest Trail, Szlak Apallachów i Continental Divide Trail tworzą tzw. potrójną koronę turystyki w Stanach Zjednoczonych. Szlak Pacyfiku jest również częścią szlaku Great Western Loop o długości 6875 mil.